# Jean-Claude Kebabdjian
 (mars 2022).
La mise en forme du texte ne suit pas les recommandations de Wikipédia : il faut le « wikifier ».
Les points d'amélioration suivants sont les cas les plus fréquents. Le détail des points à revoir est peut-être précisé sur la page de discussion.
- Les titres sont pré-formatés par le logiciel. Ils ne sont ni en capitales, ni en gras.
- Le texte ne doit pas être écrit en capitales (les noms de famille non plus), ni en gras, ni en italique, ni en « petit »…
- Le gras n'est utilisé que pour surligner le titre de l'article dans l'introduction, une seule fois.
- L'italique est rarement utilisé : mots en langue étrangère, titres d'œuvres, noms de bateaux, etc.
- Les citations ne sont pas en italique mais en corps de texte normal. Elles sont entourées par des guillemets français : « et ».
- Les listes à puces sont à éviter, des paragraphes rédigés étant largement préférés. Les tableaux sont à réserver à la présentation de données structurées (résultats, etc.).
- Les appels de note de bas de page (petits chiffres en exposant, introduits par l'outil «  Source ») sont à placer entre la fin de phrase et le point final[comme ça].
- Les liens internes (vers d'autres articles de Wikipédia) sont à choisir avec parcimonie. Créez des liens vers des articles approfondissant le sujet. Les termes génériques sans rapport avec le sujet sont à éviter, ainsi que les répétitions de liens vers un même terme.
- Les liens externes sont à placer uniquement dans une section « Liens externes », à la fin de l'article. Ces liens sont à choisir avec parcimonie suivant les règles définies. Si un lien sert de source à l'article, son insertion dans le texte est à faire par les notes de bas de page.
- La présentation des références doit suivre les conventions bibliographiques. Il est recommandé d'utiliser les modèles {{Ouvrage}}, {{Chapitre}}, {{Article}}, {{Lien web}} et/ou {{Bibliographie}}. Le mode d'édition visuel peut mettre en forme automatiquement les références.
- Insérer une infobox (cadre d'informations à droite) n'est pas obligatoire pour parachever la mise en page.

Pour une aide détaillée, merci de consulter Aide:Wikification.
Si vous pensez que ces points ont été résolus, vous pouvez retirer ce bandeau et améliorer la mise en forme d'un autre article.
Jean-Claude Kebabdjian (né le 11 juin 1942 à Boulogne-Billancourt) est un éditeur, auteur et journaliste français.

## Activités
Il est le président-fondateur du Centre de Recherches sur la Diaspora Arménienne (CRDA), créé en 1976 à Paris, qui ouvre à la consultation quotidienne le premier centre de documentation arménien en 1983.
En 1977, il fonde les Editions Astrid, qui publient en 1980 le livre d'illustrations arméniennes Arménie 1900 (réédité en 2009 puis en 2015 sous le titre L'Arménie d'Antan chez HC Editions), avec un texte de l'historien français Yves Ternon.
Il est le directeur de la revue Ani, cahiers arméniens (6 numéros publiés de 1986 à 1994) consacrée à l'arménologie.
En 1981, il co-fonde le Groupement Interprofessionnel Arménien devenu plus tard Groupement Interprofessionnel International Arménien (G2IA).
Il est l'auteur de l'article Turquie-Europe : le dialogue des intellectuels est-il possible? dans lequel il demande, dès 1986, si un dialogue arméno-turc est nécessaire. En juin 2000, il organise au Sénat un colloque public consacré au dialogue entre intellectuels arméniens et turcs.
Il organise en 1992 pour la Mairie de Paris la première soirée en hommage aux Arméniens : Arménie - Il y a mille ans, Ani.
En 2004, il propose à une commission de l'Assemblée nationale de choisir Ani, site d'Arménie Occidentale, comme symbole du dialogue entre l'Arménie et la Turquie.
Jean-Claude Kebabdjian crée en 2002 l'Institut de la Mémoire Arménienne, héritier du CRDA et dépositaire de ses archives, et lance le site de photographies Ovenk consacré à la mémoire et aux familles arméniennes. L'Institut de la Mémoire Arménienne est rebaptisé en 2021 Armenian Diaspora Memory and Innovation (ADMIN).

## Publications
- avec Yves Ternon, Arménie 1900, Éditions Astrid
- avec Yves Ternon, L'Arménie d'antan, HC Éditions

## Films
- Jacques Kebadian, Jean-Claude Kebabdjian, Mémoire arménienne, 1983